# Новотроицкая (Ульяновская область)
Новотроицкая — поселок в Майнском районе Ульяновской области в составе Анненковского сельского поселения.

## География
Находится на расстоянии примерно 18 километров на северо-запад по прямой от районного центра поселка Майна.

## История
До 1917 года не упоминался. В 1990-е годы работал СПК им.Куйбышева.

## Население
Население составляло 16 человек в 2002 году (русские 94%), 2 по переписи 2010 года.